# Einheitsliste (Österreich)
Die Einheitsliste war ein Wahlbündnis mehrerer antimarxistischer österreichischer Parteien, das in Hinblick auf die Nationalratswahl 1927 gebildet wurde.
In der Ersten Republik wurde die Polarisierung der politischen Lagern immer augenscheinlicher. Als die Sozialdemokratische Arbeiterpartei (SDAP) im Herbst 1926 selbstbewusst ihr Linzer Programm präsentierte, weckte dessen klassenkämpferische Rhetorik bei vielen Bürgerlichen Ängste vor einer austromarxistischen Diktatur des Proletariats. 
Die Christlichsoziale Partei (CS) hatte innerparteiliche Turbulenzen hinter sich, und auch ihre Politik in der Regierung trug nichts zur Verbesserung ihres Images bei. Bei der kommenden Wahl drohte der CS ein massiver Stimmen- und Mandatsverlust. Bundeskanzler Ignaz Seipel warb daher gemeinsam mit Wirtschaftskreisen für die Bildung einer „Einheitsfront“ aller nichtmarxistischen Parteien, deren Kern die CS darstellen sollte und deren Aufgabe die „gemeinsame Abwehr einer sozialdemokratischen Vorherrschaft in Österreich“ sei. Und tatsächlich wurde dieses Ziel erreicht: Zu Jahresbeginn 1927 fand sich die CS in einem Wahlbündnis mit der Großdeutschen Volkspartei (GDVP) und dem mit ihr zusammenarbeitenden „Deutschsozialen Verein“ von Walter Riehl, der nationalsozialistischen Schulzgruppe und der „Mittelständischen Volkspartei“. Unter dem Namen Einheitsliste kandidierte dieses Bündnis bei der Nationalratswahl und mehreren gleichzeitig stattfindenden Landtags- und Gemeinderatswahlen am 24. April 1927.
Seipel versuchte auch, den Landbund für die Einheitsliste zu gewinnen, doch er kandidierte selbstständig. In den Regierungsverhandlungen nach der Wahl ging der Landbund eine Koalition mit den in der Einheitsliste angetretenen Parteien CS und GDVP ein.
Im Wahlkampf wurde besonders auf die Finanzpolitik im Roten Wien hingewiesen. Während die christlichsoziale Bundesregierung mit Steuerentlastungen versuche, die Wirtschaft anzukurbeln, würden im „bolschewistischen“ Wien die Breitner-Steuern (Wohnbausteuer, Luxussteuer, Vergnügungssteuer udgl.) die Wirtschaft enorm belasten und deren Entwicklung behindern. Die Bestimmungen des Mieterschutzes wurden als wirtschaftlich nicht vertretbar kritisiert. Eine angedachte Lockerung des Kündigungsschutzes und Anhebung des Mietzinses rief heftige Reaktionen bei der SDAP hervor, die auf Plakaten eine drohende 15–25.000fache Anhebung des Zinses behauptete.
Eine Woche vor der Wahl am 24. April 1927 erklärte Seipel in der Reichspost, dass es darum ginge, die Ausbreitung der für Wien so katastrophalen sozialdemokratischen Politik auf das ganze Land zu verhindern und die sozialdemokratische Dominanz in der Bundeshauptstadt zu brechen. Diese Hoffnung erfüllte sich nur zum Teil: Die SDAP konnte ihre Dominanz zwar nicht auf das ganze Bundesgebiet ausdehnen und die Einheitsliste erzielte bei der Nationalratswahl die meisten Stimmen, doch die SDAP konnte sich über einen Zuwachs an Mandaten im Nationalrat freuen und ihre dominierende Stellung bei der Wiener Gemeinderatswahl noch ausbauen.